# レナ・ダナム
レナ・ダナム（Lena Dunham、1986年5月13日 - ）は、アメリカの女優、作家、脚本家、プロデューサー、監督である。「Tiny Furniture」(2010)の脚本・監督、HBOの連続ドラマ「GIRLS/ガールズ」の製作・監督・脚本・主演として知られる。代表作「GIRLS/ガールズ」でエミー賞で8部門にノミネートされ、ゴールデングローブ賞で2部門受賞している。

## 来歴
ニューヨーク市生まれ。父親は画家のカロル・ダナム、母親は写真家のローリー・シモンズ。両親とも主に1980年代に活躍したアーチスト。ブルックリンに暮らし、コネチカット州に別荘を持つ裕福な家庭。父親はプロテスタントだが、母親がユダヤ系のため、ユダヤ文化の強い影響下で育った。芸術系の小中高一貫の有名私立校セント・アンズ・スクール卒業後、ニュースクール大学に1年在学したのち、オーバリン大学へ転学。在学中に性をテーマにしたマンブルコア系の短編映画をユーチューブに投稿したのをきっかけに知られるようになり、2010年に発表した半自伝的コメディドラマ「Tiny Furniture」で注目される。同作品には、実母や6歳下の妹でレズビアン活動家のグレース・ダナムも出演した。この成功により、2012年からHBOのテレビシリーズ「ガールズ」を手がけ、人気を集める。

## 論争
2017年11月、女優オーロラ・ペリノーが、17歳の時に「GIRLS/ガールズ」の脚本家マレー・ミラーにレイプされたと告発すると、ダナムはこの件の「内部事情」に通じており、告発されたような事実はないと主張した。しかしそれまで「女性はレイプ被害話をでっちあげることはしない」と主張していたのに、黒人と白人の混血のペリノーが友人を告発するとあっさりと手の平を返したダナムは「ヒップスター・レイシスト」だと批判が集まった。2018年12月、「内部事情に通じている」という話は嘘だったと認め、ペリノーに謝罪した。

## 私生活
2012年より音楽プロデューサー、ジャック・アントノフと交際していたが、2018年に破局した。
2021年1月、共通の友人の紹介で知り合ったミュージシャン、ルイス・フェルバーと交際を開始、同年9月に結婚した。

## フィルモグラフィ

### テレビドラマ
- GIRLS/ガールズ - 製作・監督・脚本・主演

### 映画
- インキーパーズ The Innkeepers (2011)- 出演
- 40歳からの家族ケーカク This Is 40 (2012)　-　出演
- ワンス・アポン・ア・タイム・イン・ハリウッド Once Upon a Time in Hollywood (2019) - 出演
- 私の人生、代役に頼んでみた The Stand In (2020) - 出演
- Happy Christmas - 出演

### ミュージック・ビデオ
- Bad Blood - 歌手テイラー・スウィフトのミュージック・ビデオに Lucky Fiori 役で出演[11]

## 著書
- 『ありがちな女じゃない』 河出書房新社、山崎まどか訳、2016年10月。